# 韦尔霍瓦日耶区
韦尔霍瓦日耶区（俄语：Верховажский район）是俄罗斯联邦沃洛格达州下辖的一个区，其行政中心为韦尔霍瓦日耶。据2016年统计，该区的人口为13106人。